# David McCrae
David McCrae (né le 24 février 1901 et mort le 24 octobre 1976) est un footballeur international professionnel écossais.
Son frère, James McCrae, est également footballeur et entraîneur.

## Biographie
Il joue durant sa carrière au poste d'attaquant entre 1923 et 1935.
De 1923 à 1934, il joue à Saint Mirren en Écosse et marque 222 buts en championnat (meilleur buteur du club de tous les temps), puis il part finir sa carrière toujours en Écosse à Queen of the South de 1934 à 1935 où il inscrit deux buts en championnat.